# PLD5
PLD5‏ (Phospholipase D family member 5) هوَ بروتين يُشَفر بواسطة جين PLD5 في الإنسان.